# Auvernier
Auvernier (äldre tyskt namn: Avernach) är en ort i kommunen Milvignes i kantonen Neuchâtel i Schweiz. Den ligger vid Neuchâtelsjöns nordvästra strand, cirka 4 kilometer sydväst om Neuchâtel. Orten har 1 530 invånare (2023).
Orten var före den 1 januari 2013 en egen kommun, men slogs då samman med kommunerna Bôle och Colombier till den nya kommunen Milvignes.
Traditionella branscher som finns sedan medeltiden i orten är vinodling och fiske. Bergsluttningarna vid orten är riktade åt sydost som ger mycket bra förhållanden för vinodling. Sedan 1888 är Auvernier säte för kantonens vinodlingsskola, idag Service cantonale de viticulture. Dessutom pendlar många invånare till arbeten i Neuchâtel.
Området var redan under yngre stenåldern en boplats, rester av byggnader konstruerade på pålar hittades till exempel 1855. Dessutom upptäcktes 1876 en megalitisk grav. En staty föreställande Jupiter tillkom troligen under romartiden. Den första urkunden som nämner byn Averniacum är från 1011. Vid denna tidpunkt var regionen en del av Burgund. Mellan 1300-talet och 1806 tillhörde orten grevskapet Neuchâtel. Under Wienkongressen 1815 tillfogades regionen till Schweiz.